# Suga-Vute jezici
Suga-Vute jezici malena skupina nigersko-kongoanskih jezika, koji se govore na području Kameruna. Obuhvaća (3) jezika koja čine dvije uže podskupine, to su a. Suga s jezikom suga [sgi] (10.000 govornika 1985) u provinciji Adamawa, Kamerun; b. podskupina Vute sa (2) jezika,  vute [vut] s 20.000 govornika u Kamerunu (1997 L. Lode) i 1.000 u Nigerijskoj državi Taraba (1973 SIL). Drugi jezik je wawa [www], oko 3.000 (1991 SIL) u provinciji Adamawa.
Suga-Vute su jedna od tri uže skupine mambiloidnih jezika.

## Vanjske poveznice
- Ethnologue (14th)
- Ethnologue (15th)